# Thomas Kruithof
Thomas Kruithof (* 1976) ist ein französischer Filmregisseur und Drehbuchautor.

## Leben und Werk
Thomas Kruithof hat keine Filmhochschule besucht, seine Schule war, wie er in einem Interview mit dem Filmjournalisten Gregory Marouze gesagt hat: „[...] de voir et de revoir des films.“ 2012 drehte er seinen ersten Film, den Kurzfilm Retention (15'). Der Film wurde am 24. Mai 2013 in Cannes und danach auf einigen Festivals in Frankreich, auf weiteren Festivals in Europas und in Japan gezeigt. Sein erster Spielfilm, Operation Duval – Das Geheimprotokoll mit François Cluzet und Alba Rohrwacher in den Hauptrollen und mit Alex Lamarque (1964–2022) an der Kamera, hatte am 26. August 2016 auf dem Festival du film francophone d’Angoulême Premiere.
In beiden Filmen, für die er auch die Drehbücher geschrieben hat, geht es – in der Form eines Kriminalfilms  – um die Mechanik der Macht und den Kampf eines Individuums gegen das System. Der Film wurde auf mehreren europäischen Filmfestivals vorgestellt. Sein zweiter Spielfilm Les promesses (2021) mit Isabelle Huppert in der Hauptrolle und ebenfalls mit Kameramann Alex Lamarque wurde in Venedig für den New Horizons Award nominiert.

## Filmografie
- 2013: Rétention (Kurzfilm)
- 2016: Operation Duval – Das Geheimprotokoll (Film)
- 2021: Les Promesses (Film)
- 2025: Dalloway